# Shulamit Aloni
Shulamit Aloni em hebraico:  שולמית אלוני (Tel Aviv, 29 de Novembro de 1928 – Kfar Shmaryahu, 24 de janeiro de 2014) foi uma política, advogada, professora e ex-ministra de Israel.

## Biografia
Nascida com a apelido Adler, é filha de judeus oriundos da Polónia, adeptos dos valores do sionismo trabalhista.
Durante a guerra que conduziu à independência de Israel (1948), enquanto membro da Palmach (unidade de elite integrada na força paramilitar Haganá) lutou em Jerusalém, onde foi feita prisioneira pelas forças militares jordanas na zona da Cidade Velha. Com o fim da guerra, inicia um trabalho junto de crianças refugiadas em Jafa e ajuda a fundar uma escola para crianças imigradas em Ramla. Foi professora ao mesmo tempo que estudava na universidade, onde se qualificou como advogada. Casou com Reuven Aloni em 1952.
Em 1959, torna-se militante do partido Mapai. Trabalhou como advogada e locutora de um programa de rádio que abordava questões relacionadas com os direitos humanos e os direitos das mulheres, que esteve no ar entre 1961 e 1965. Neste ano, foi eleita deputada para o Knesset (parlamento) pelo Partido Trabalhista.
Em 1973, fundou o Ratz [en] (Movimento pelos Direitos Civis e pela Paz), do qual foi líder até 1996, ano em que se retirou da vida partidária. O partido conseguiu representação parlamentar em 1974, com três lugares no parlamento; opunha-se à ocupação da Cisjordânia e da Faixa de Gaza e advogava a separação entre religião e Estado. Entre junho e outubro de 1974, foi ministra sem pasta no governo de Yitzhak Rabin, mas demitiu-se do cargo quando o Mafdal, um partido religioso, se uniu à coligação governamental, devido à questão de Yitzhak Rafael [en] e a construção do hospital em Tel Giborim [he]. Rafael foi absolvido em setembro de 1965, porque Yehuda Spiegel [he], vice-diretor do Ministério da Saúde [es] e principal testemunha, se recusou a depor contra ele, e em 6 de novembro de 1974 Aloni se recusou a ficar com Rafael no mesmo governo.
Tornou-se conhecida pela suas campanhas contra a corrupção e a favor de uma Constituição escrita para o país. Em 1988, as relações homossexuais deixaram de ser criminalizadas pelo código penal israelita, em larga medida graças ao trabalho parlamentar desenvolvido por Aloni.
Em 1991, o Ratz e os partidos Shinui e Mapam fundiram-se para criar o partido Meretz, que conseguiu doze lugares no Knesset em 1992. Foi nomeada ministra da Educação e da Cultura no governo de Yitzhak Rabin; viria ainda a desempenhar funções como ministra da Ciência e Tecnologia e ministra das Artes.
Ao longo dos anos, adquiriu uma reputação pelo seu estilo mordaz, pelo seu ateísmo e pelas suas críticas em relação à forma como os governos de Israel actuaram no conflito com os palestinianos. Em 2000, recebeu um prémio nacional pelas suas contribuições à sociedade israelita, o que gerou fortes críticas por parte dos sectores religiosos. É autora de várias obras na área do direitos civis e de uma autobiografia política, Eu não posso fazer outra coisa.
Em 2007, apoiou a candidatura da trabalhista Colette Avital à presidência de Israel, que foi conquistada por Shimon Peres.
Pertence ao Bat Shalom, um grupo de mulheres israelitas e palestinianas que lutam pela paz na região.